# 水谷神社
水谷神社（みずたにじんじゃ）は、兵庫県養父市の神社。
「みたに」神社とも通称される。奥米地集落の北西部、3段に分かたれた境内地の最上段に東面して鎮座する。式内名神大社で、旧社格は村社。

## 祭神
天照皇大神を祀るとされるが、「水谷」は「水垂」で水神とする説、「水谷」は「みたに」と訓み「御谷」の謂であるとする説、保食神とする説、等もある。

## 由緒
創祀年代等不明。保食神が人々に稲を始めとする五穀の栽培法を教えたため、地名を「米地」と称し、同神を祀ったものとの説がある。『延喜式神名帳』に名神大社として記載される古社で、当初は現鎮座地の南方、奥米地と中米地の境界を成す谷を「水谷」といい、その谷奥に懸かる滝の更に上部に鎮座していたという。
但馬国の水谷神社は、弘安8年（1285年）の『但馬国大田文』に「水谷社」、嘉元4年（1306年）の『昭慶門院領目録案』に「水谷大社」等と見えるが、これは今の養父神社の事と説かれ、何時の頃からか養父神社に合祀されて「養父水谷大明神」と号されたために混同されたものと解され、また奥米地にはなお和魂を祀る神社が残されていたので、後にそこへ再度分祀されたものとも推定されている。その後大嵐によって社殿が流失、その社殿が流れ着いた米地川沿いの平地において奉斎される事となったが、宝永7年（1710年）に現在地へ遷座されたという。
明治6年（1873年）10月に村社に列せられた。

## 祭祀
例祭はもと9月9日（旧暦）に行われ、その後10月17日となり、同月の23日乃至は24日へと変遷を重ね、現在は10月体育の日に行われる。境内社田和神社の秋祭りも兼ね、例祭後にほいやら踊とネッテイ相撲、子供相撲の奉納が行われる。

### ほいやら踊
本殿における例祭に引き続いて奉納される。笹踊りとも呼ばれ、田和神社前で袷に兵児帯を締め、腰に手拭いと煙草入を提げて下駄を履き、長さ3メートル程の篠竹を手にした12人の男性によって踊られる。
初めに踊り手が輪になって並び、下駄を脱いでその上に立つ。次いで篠竹の元で地面を打ちつつ「ヨイ、ヨイ、ヨイ、ヨイ」と掛け声を掛けながら下駄の上を移動し、左廻りに3周して自分の下駄が置かれた位置に戻るが、その間1人でも下駄を踏み外せば初めからやり直す。次いで下駄を履き、輪の中央を向いて竹を左手に執り右手で腰の手拭いの有無を確認し、竹を右手に持ち替えて左手で煙草入を確認（「一服する」所作であるという）、異状無ければ両手で竹の元と末を執り撓めて輪にし、「ヤッ、ヤッ、ヤッ」の掛け声に合わせて3度地面を打つ。最後に田和神社の神前に竹を奉納して踊りを終え、ネッテイ相撲へ移る。なお、この踊りは旧養父町下では唯一の神事踊りであった。

### ネッテイ相撲
まず裃姿（但し上半身は下衣無し）に素足で刀を手にした成人男子2人が、袴の股立を執り刀を水谷神社本殿前へ捧げて拝礼し、拝礼後神主から刀を受け取って石段を境内中段へ降る。中段では肩衣を脱ぎ、それで刀を巻いて両手で捧げ持ち、降りて来た石段へ向かって3歩両足飛びをし、刀を石段へ置き右手で刀を押さえ左手で腰を撫でる。次いで左右手を入れ替えて同じ所作をし、最後に再度右手で刀を押さえ左手で腰を撫で、3歩下がって中段中央でお互いに向き合う。中段広場には土俵が作られる事もないが、軽く一礼をした後に相撲と同じ仕切りの姿勢を取り、以下のように進行する。
1. 「ヨイ、ヨイ、ヨイ」の掛け声で左右左と四股を踏み、「ヨイ」と声を掛けて右足を左前に踏み出しながら右手を拳に握って突き出す
2. 同様に四股を踏み、「ヨイ」と声を掛けて左右逆の所作をする
3. 同様に四股を踏み、左手で相手の首を抱き右手は腰に当てて、「ヨイ、ヨイ、ヨイ」の掛け声で跳躍しながら左に廻り元の位置に戻る
4. 同様に四股を踏み、左右の手を入れ替えて同様に右に1廻り
5. 最後に同様の四股を踏み、両手で相手の肩を抱き同様に左に1廻りして元の位置へ戻り、両手を腰に当てて左右に一礼して終える

相撲を終えた両人は石段の上に置いた刀を肩衣を巻いたまま両手に捧げ持ち、本殿前へ昇ってそれを拝殿へ納め、引き続き境内最下段に設らえた土俵で子供相撲が行われる。
かつては相撲の取り手は次に見る「宮当番」から「御当（おとう）」とも呼ばれた頭人（とうにん）が選ばれて勤めており、相撲の後には拝殿で翌年の頭人を決める籤引きと神酒を酌み交わす「お当渡し」が行われたが、現在では宮当番とは関係無くほぼ決まった人物が行っている。
ネッテイ相撲は勝負を決するものでなく、土俵も行司も無い特殊な相撲となっており、これは土地の悪霊を鎮めるとともに作物の稔りを感謝する神事、或いは呪術的な相撲神事と見られ 、平安時代に宮中で行なわれた相撲節会の流れを汲む現行の相撲の原型ともされ、「養父のネッテイ相撲」という名称で平成15年（2003年）2月20日に国の「記録作成等の措置を講ずべき無形の民俗文化財」に選択され、翌16年3月9日には兵庫県の無形民俗文化財に指定にされている。
なお、現行下では勝負を決する形ではないが、かつては最後に肩を組んで左右に廻った後に元の位置へ正確に戻った方を勝ちとしたようで、そこからこれは作物の豊凶を占ったり、部落として何らかの決定をなす等の二者択一の選択を行なう必要が生じた場合に、代表者を選んで勝負をさせ、その結果を以て神意を伺った誓約（うけい）に起源を持つものではないかとも説かれる。それによると、この相撲で拳を突き出すのはじゃんけんで、「あいこ」で勝負が着かない時に肩を組んで廻る勝負となったもので、土俵が無いのはそのため、また行司がいないのは観衆によって容易に判定が下され得たためではないかという。また、「ネッテイ」は「にって相撲」「ねったえ相撲」の転訛とも言われ、当地方で繰り返す事を「練って」と呼ぶために四股を何度も繰り返す事に由来するとも、「練る」ような相撲に由来するとも言われる。

### 宮座
現在神社の管理は氏子各戸を10組に分け、各組が1年交替で神社の掃除や祭典の神饌準備、ネッテイ相撲の世話等を行ない（以前は1組宛が勤めていたが現今では2組宛）、これを「宮当番」と称している。かつては「水谷講」という講が組まれて講員の中から宮当番が選ばれ、宮当番は神社の有する宮田（みやでん）7畝を耕作して祭りの費用の一部に充てていた。

## 社殿
本殿は一間社流造板葺で、正側面の3方に擬宝珠高欄付きの縁（大床）を廻らし、正面に設けた昇段階下に浜縁（浜床）を張る。規模は小さいものの覆屋内にあるために保存状態は良好。墨書銘から宝永7年の建造物である事が判り、細部の彫刻に独特の作風が見られる。その覆屋は切妻造平入瓦葺で、同じく切妻造瓦葺で妻入の拝殿（明治42年（1909年）6月17日建造）が接する。境内最下段に建つ公民館はかつて日待ちのための通夜等も行われた舞堂を改築したもの。

## 境内社
本殿左手（南）に三柱神社と田和神社が、右手に山野口神社と八柱神社が鎮座する。田和神社は大正2年（1913年）に奥米地字田和から境内へ遷祠されたもので、三柱神社は字古堂から、三柱神社は字井ノ口から遷祠された。

## 文化財
- ネッテイ相撲（国の選択無形民俗文化財、兵庫県指定無形民俗文化財）